# پیتزا آلتونایی
پیتزا آلتونایی (انگلیسی: Altoona-style pizza) نوعی پیتزا متمایز است که در شهر آلتونا، پنسیلوانیا، توسط هتل آلتونا ساخته شده است. خصوصیات قطعی پیتزا به سبک آلتونا خمیر پیتزا به سبک سیسیلی، سس گوجه‌فرنگی، فلفل دلمه‌ای سبز ورقه شده، سالامی و روی آن پنیر آمریکایی است و این نوع پیتزا به جای برش مثلثی به صورت مربع بریده شده است.